# Mike Mai
Mike Mai (ur. 27 września 1977) – amerykański lekkoatleta specjalizujący się w rzucie młotem.
W 2009 i 2011 bez sukcesów startował w mistrzostwach świata. Zdobył srebrny medal igrzysk panamerykańskich w 2011. Medalista mistrzostw USA w rzucie młotem oraz rzucie ciężarkiem.
Rekordy życiowe: rzut młotem – 76,28 (24 maja 2008, Provo); rzut ciężarkiem w hali – 23,91 (2012), rzut ciężarkiem na stadionie – 23,34 (2006).

## Osiągnięcia
| Rok  | Impreza                  | Miejsce     | Lokata            | Wynik |
| ---- | ------------------------ | ----------- | ----------------- | ----- |
| 2009 | Mistrzostwa świata       | Berlin      | el. – 21. miejsce | 72,58 |
| 2011 | Mistrzostwa świata       | Taegu       | el. – 27. miejsce | 69,96 |
| 2011 | Igrzyska panamerykańskie | Guadalajara | 2. miejsce        | 72,71 |